# Алоэ складчатое
Ало́э скла́дчатое (лат. Kumara plicatilis, syn. лат. Aloe plicatilis) — деревянистое или кустарниковое растение, рода Kumara семейства Асфоделовые (Asphodelaceae); до недавнего времени вид входил в род Алоэ (Aloe).
Алоэ складчатое представляет собой небольшое дерево или кустарник. Высота 3—5 м. Стебли раздвоенные. Листья имеют необычную для алоэ форму: на ветках они расположены в 2 ряда веером, в каждом из которых по 10—16 листьев. Цвет листьев тускло-зелёный, длина около 300 мм, ширина около 40 мм, форма эллиптическая, плоская, имеют едва заметные зубчатые края. Соцветие — кисть длиной 50 см, содержит 25—30 цветков. Цветок имеет 4,5—5 см в длину, ярко-красного цвета, верхушка зеленовато-жёлтая. Околоцветник цилиндрической формы. Цветение происходит в мае—июне.
Естественные места обитания — финбоши, которые состоят из средиземноморского типа растительности, с сухим жарким летом и холодной влажной зимой. Высота произрастания до 3 000 м. Используется человеком как декоративный вид.
Распространен в Южной Африке.
|                                                                      |  |  |  |
| Слева направо: листья, цветки, стебли с листьями, общий вид растения |  |  |  |